# سیارک ۱۹۱

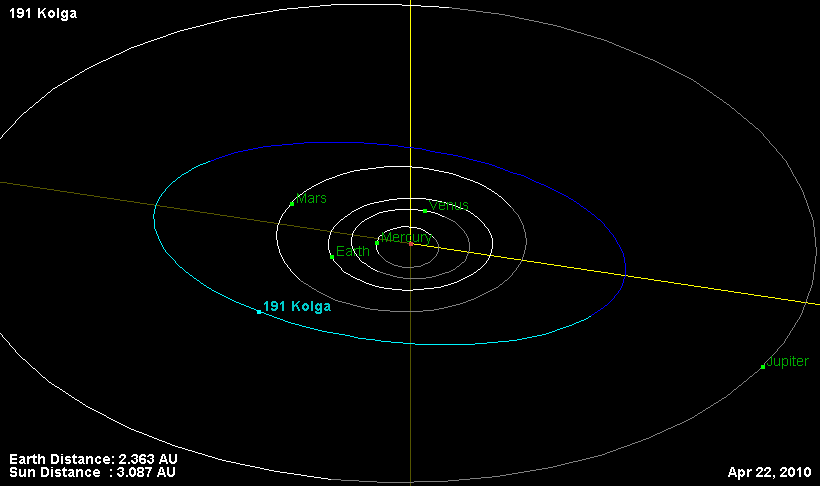
نمایی از محل قرارگیری سیارک ۱۹۱ در مدار – ۲۰۱۰

سیارک ۱۹۱ (به انگلیسی: 191 Kolga) صد و نود و یکمین سیارک کشف شده‌است که در ۳۰ سپتامبر ۱۸۷۸ کشف شد.
قدر مطلق سیارک برابر ۹٫۰۷ است.